# Hemlock Grove (livro)
Hemlock Grove é o romance de estréia de 2012 de terror e suspense do autor americano Brian McGreevy. O livro foi lançado em 27 de Março de 2012, através da Farrar, Straus and Giroux e está situado na cidade fictícia de Hemlock Grove, Pensilvânia. Uma graphic novel e uma série de televisão baseados nos eventos do livro foram produzidos.
A recepção crítica do livro foi mista, com o New York Times, fazendo uma revisão ambivalente.

## Enredo
O livro é ambientado na cidade de Hemlock Grove, na Pensilvânia.A cidade é uma mistura de extrema riqueza e pobreza, já que o fechamento da usina siderúrgica da cidade (pertencente à família Godfrey) muitos anos antes custou muitas pessoas aos seus empregos. Agora, as principais fontes de emprego da cidade são o Hospital Hemlock Acres e o Instituto Godfrey de Tecnologias Biomédicas. Dirigido pela poderosa família Godfrey, há rumores de que o Instituto tem várias experiências sinistras acontecendo dentro. O moinho de boatos da cidade fica ainda mais distorcido quando uma adolescente é brutalmente morta durante a lua cheia. Peter Rumancek, um romani de 17 anos que acabou de se mudar para Hemlock Grove com sua mãe, é suspeito dos crimes por alguns dos habitantes da cidade e também há rumores de que é um lobisomem. Enquanto ele secretamente realmente é um lobisomem, ele não é o real assassino e, junto com Roman, o herdeiro da propriedade de Godfrey (que Peter percebe que ser um  upir, embora Roman não saiba por si mesmo), eles partiram para encontrar o assassino .
Os dois se tornam amigos improváveis, para o desgosto da mãe de cada um. À medida que os dois se aproximam, a mãe de Roman, Olivia, retoma um caso com o irmão do falecido marido, o Dr. Norman Godfrey. Em vários momentos do romance, Norman tenta fugir de Olivia, mas acaba fracassando devido a seu desejo por ela, apesar de lembrar várias advertências de seu irmão sobre como Olivia emocionalmente ataca as pessoas. Embora Roman soubesse sobre o assunto o tempo todo (mas não discute isso com ninguém), sua irmã de aparência monstruosa, ainda que altamente inteligente e gentil, Shelley fica ciente do caso mais tarde. Ela diz isso abertamente em um dos e-mails que troca com seu tio Norman (regularmente, desde que ele se tornou seu terapeuta).
Os assassinatos continuam na cidade, e mais pessoas começam a acreditar na adolescente Christina, que tem acusado Peter de ser tanto lobisomem quanto assassino desde o começo. Christina também descobre os restos mortais de uma das meninas assassinadas, que parece empurrá-la para a insanidade e faz com que seu cabelo fique branco. As tensões continuam a aumentar, especialmente depois que Peter inicia um relacionamento com Letha, a prima de Roman, filha de Norman, que acredita que ela foi recentemente engravidada por um  anjo. Seu relacionamento finalmente rompe a amizade entre Peter e Roman, levando Roman a tentar atacar o Instituto Godfrey e seu principal cientista, Dr. Pryce.Roman entra em coma devido à tentativa de Pryce de impedi-lo de prejudicar Pryce ou do experimento do Projeto Ouroboros. Mais tarde, ele acorda e se reconcilia com Peter, bem a tempo de lançar outra busca pelo assassino. Isso falha devido a Chasseur, uma mulher operando para um grupo secreto conhecido como "Ordem do Dragão", atirando um dardo em Peter em sua forma de lobo, derrubando-o para o resto da noite da lua cheia. Durante esse tempo, as filhas gêmeas do xerife da cidade são mortas, o que leva uma multidão a saquear o trailer de Peter. Nem Peter nem sua mãe são feridos, como Peter é salvo por Olivia interferindo e a mãe de Peter foi chamada devido a premonições de um primo.
Em última análise, Chasseur é morta por Olivia (deixando a limpeza para o Dr. Pryce) e Peter e Roman descobrem que o assassino é na verdade Christina, a garota que acusou Peter dos assassinatos. Ela se transformou em um lobisomem bebendo água de uma das faixas deixadas por Peter enquanto ele estava em forma de lobo. Incapaz de controlar suas ações como um lobisomem ou realmente se lembrar de tudo que ocorreu, o estado mental de Christina se deteriorou e fez com que ela se tornasse um "vargulf", um lobisomem insano. Devido a sua insanidade, ela atacou qualquer um que ela via como sendo sexualmente promíscua devido à sua própria confusão sobre sua crescente sexualidade. Peter e Christina lutam até a morte em suas formas de lobo.Peter milagrosamente sobrevive, mas Shelley, que se jogou na luta para vingar a última vítima de Christina, é baleada pelo Xerife porque a vê segurando o corpo de Christina (agora humana novamente). Shelley foge para não ser vista novamente.
Seis meses depois da luta, Letha entra em trabalho de parto e morre no processo (o bebê aparentemente é natimorto), deixando seu pai Norman perturbado, além de levar Peter e sua mãe a deixarem a cidade, já que não havia nada que os detivesse lá. Ser abandonado por Peter deixa Roman em um estado extremamente emocional. A parte final do livro é contada principalmente a partir do ponto de vista de Olivia, revelando que há séculos ela estava impregnada por uma cigana que ela tentou fugir quando jovem. O homem a abandonou logo depois que eles escaparam (levando suas jóias com ele), e ela foi encontrada alguns dias depois, sangrenta, por ter cortado a cauda que tinha (a origem da cicatriz na parte inferior das costas).Ela foi levada para casa e se transformou em uma beleza antinatural ao longo de sua gravidez. Agora ressentida com qualquer cigano , ela desistiu da criança para crescer com um velho suíno de baixo peso chamado Rumancek, mostrando que a família é descendente de Olivia. Ela também conta que, enquanto se casou com JR Godfrey, ela se apaixonou por seu irmão Norman, que na verdade era pai de Roman. No aniversário de 18 anos de Roman, Olivia leva-o para o sótão de Shelley, onde ele descobre o bebê de Letha (na verdade, não natimorto). Com o extaz de Oliviapoderes (que é o poder controlador de mente que Roman usou em todo o livro também, sem ser ensinado), ela faz seu filho lembrar que foi ele quem fez sexo com Letha (sua mente tendo "inventado" o "anjo" para lidar com isso). Roman então corta seus pulsos para "não deixar sua mãe vencer", mas isso realmente termina sua transformação; Ele cresce presas e insinuou-se que ele bebe de Letha - e seu - bebê.

## Desenvolvimento
McGreevy passou seis anos escrevendo Hemlock Grove e o livro foi rejeitado por seis editoras e oito agentes antesde ser pego pela Farrar, Straus & Giroux, em 2010. Do processo de escrita para o livro, McGreevy afirmou que ele foi um pouco inspirado por Angela Carter The Bloody Chamber em que ele viu que ele "não tem que estar tentando me colocar em uma caixa que eu particularmente não tenho talento para". McGreevy também extraiu de suas experiências no ensino médio e considera o cenário do livro como uma versão do Through the Looking Glass de sua cidade natal, Pittsburgh. Ele também comentou que enquanto os personagens de Roman e Shelley eram derivados dos personagens fictícios de Frankenstein de Mary Shelley e Drácula de Bram Stoker, ele extraiu mais dos filmes baseados nesses personagens e da  mitologia grega como um todo.

## Graphic novel
Em março de 2012, McGreevy lançou uma graphic novel online no universo de  Hemlock Grove , intitulada Hemlock Grove: Reflections on the Motive Power of Fire.  A graphic novel é uma prequela  para os eventos no romance principal e se concentra no tempo que antecedeu o suicídio de JR Godfrey. A graphic novel mostra a construção da instalação de biotecnologia e também como Olivia conheceu e seduziu os irmãos Godfrey. Também destaca o tédio e frustração de Olivia com o mundo utilitarista de JR Godfrey, bem como dá alguns detalhes sobre a criação de Shelley dos restos mortais de seu primeiro filho, Juliet.

## Sequência
Logo após o lançamento inicial de Hemlock Grove McGreevy comentou que ele havia quase completado um segundo romance de Hemlock Grove e havia preparado um esboço para uma terceira entrada na série. No entanto, em abril de 2013, McGreevy indicou em um artigo com o Toledo Blade que ainda não havia começado a escrever nenhuma continuação do livro e mais tarde afirmou no Reddit que não há planos para mais livros da série.

## Adaptação televisiva
Em dezembro de 2011, foi relatado que a Netflix havia encomendado uma série de treze episódios baseados em Hemlock Grove, que não havia sido lançado naquele momento.  O projeto foi oficialmente anunciado em março de 2012 e Eli Roth foi anunciado como diretor.  As filmagens foram inicialmente programadas para acontecer na área de Pittsburgh, mas depois foram transferidas para Toronto , devido a desentendimentos com a Pennsylvania Film Tax Credit. A série foi lançada pela Netflix em 19 de abril de 2013 estrelando Famke Janssen, Bill Skarsgård, e Landon Liboiron. Em junho de 2013, a Netflix confirmou que eles estariam renovando a série para uma segunda temporada e em setembro de 2014 eles confirmaram a renovação para uma terceira e última temporada.